# 塔皮拉穆塔
塔皮拉穆塔（葡萄牙語：Tapiramutá）是巴西巴伊亚州的一个市镇。总面积663.87平方公里，总人口19519人，人口密度29.4人/平方公里。